# Albi di Dylan Dog (1991)
Albi del fumetto Dylan Dog pubblicati nel 1991.
| Nr. | Titolo                  | Mese di pubblicazione | Soggetto            | Sceneggiatura       | Disegni              | Copertina    |
| --- | ----------------------- | --------------------- | ------------------- | ------------------- | -------------------- | ------------ |
| 52  | Il Marchio Rosso        | gennaio               | Tiziano Sclavi      | Tiziano Sclavi      | Gianluigi Coppola    | Angelo Stano |
| 53  | La Regina delle Tenebre | febbraio              | Claudio Chiaverotti | Claudio Chiaverotti | Montanari & Grassani | Angelo Stano |
| 54  | Delirium                | marzo                 | Claudio Chiaverotti | Claudio Chiaverotti | Giovanni Freghieri   | Angelo Stano |
| 55  | La mummia               | aprile                | Claudio Chiaverotti | Claudio Chiaverotti | Pietro Dall'Agnol    | Angelo Stano |
| 56  | Ombre                   | maggio                | Tiziano Sclavi      | Tiziano Sclavi      | Ugolino Cossu        | Angelo Stano |
| 57  | Ritorno al Crepuscolo   | giugno                | Tiziano Sclavi      | Tiziano Sclavi      | Montanari & Grassani | Angelo Stano |
| 58  | La clessidra di pietra  | luglio                | Claudio Chiaverotti | Claudio Chiaverotti | Corrado Roi          | Angelo Stano |
| 59  | Gente che scompare      | agosto                | Tiziano Sclavi      | Tiziano Sclavi      | Gianluigi Coppola    | Angelo Stano |
| 60  | Frankenstein!           | settembre             | Claudio Chiaverotti | Claudio Chiaverotti | Giovanni Freghieri   | Angelo Stano |
| 61  | Terrore dall'infinito   | ottobre               | Tiziano Sclavi      | Tiziano Sclavi      | Bruno Brindisi       | Angelo Stano |
| 62  | I vampiri               | novembre              | Tiziano Sclavi      | Tiziano Sclavi      | Carlo Ambrosini      | Angelo Stano |
| 63  | Maelstrom!              | dicembre              | Tiziano Sclavi      | Tiziano Sclavi      | Luigi Piccatto       | Angelo Stano |

## Il Marchio Rosso
Un povero immigrato clandestino Yuri Wolkoff, viene arrestato per una serie di omicidi che non può aver commesso. Le vittime infatti appartengono tutte a un giro di prostitute dell'alta società, condizione di cui Wolkoff non può essere a conoscenza. L'impossibilità di difendersi da sé, i pregiudizi della società, e la connivenza delle autorità portano alla condanna di Wolkoff che non potendo tollerare la prigione e l'onta della condanna si uccide la sera stessa della sentenza. Ma gli omicidi non si fermano, e la società nella sua ipocrisia preferisce immaginare che l'autore sia il fantasma di Wolkoff ritornato dall'oltretomba che si vendica dell'ingiustizia subita, piuttosto che ammettere l'intollerabile errore commesso.

## La Regina delle Tenebre
Il passaggio dall'infanzia all'adolescenza è un cammino abbastanza lungo e tortuoso. Ne sa qualcosa Carey, madre di Pamela, ragazza quattordicenne che dice di vedere la "Regina delle Tenebre", un'entità che riescono a vedere solo pazzi e adolescenti. Da quando la "Regina delle Tenebre" è entrata nella sua vita, Pam non fa che parlarne e lodarla come se questa esistesse veramente. Ma la verità è più agghiacciante di quanto si pensi.
- Curiosità: Nella ristampa dell'episodio successivo, pubblicata nel 1996, appare nell'elenco degli arretrati il numero 53 con un altro titolo, ovvero "Il Regno del Silenzio". Si tratta di un errore di stampa in quanto il suddetto titolo era una storia di un'altra testata bonelliana, ovvero Tex.

## Delirium
Negli anni del liceo, Brenda Morgan era la più bella fra le ragazze della classe. Tutti i ragazzi le correvano dietro e la ragazza aveva spezzato dei cuori in più di un'occasione. Oggi, Brenda ha conservato la sua straordinaria bellezza. Un uomo deforme, però, nel cuore della notte la rapisce e comincia ad uccidere tutte le sue ex compagne di classe. Brigitte si rivolge a Dylan Dog per indagare su questa faccenda. E scopre che la ragazza rapita era la sosia perfetta di Brenda, l'americana Carrie Drayton, mentre la vera Brenda, che soffriva da tempo di una malattia degenerativa deturpante, era il rapitore, che sprofondò in un delirium totale e aveva iniziato ad uccidere chi prima l'amava.

## La mummia
Nell'Antico Egitto, più di tremila anni fa, venne mummificato Nectas, sacerdote del dio Seth. Oggi quella mummia è tornata tra noi, nella moderna Londra e semina morte e distruzione. Sono forse sacrifici al suo dio? E se invece fosse un disegno di vendetta da compiere verso coloro che lo hanno evocato?

## Ombre
Nella piccola cittadina di Shin si susseguono degli strani omicidi, resi più agghiaccianti dal fatto che le vittime sono tutti bambini: un lupo uccide il piccolo Elliott Amblin; un mostro informe stacca la testa di Alex Smith mentre invece un vampiro simile a Nosferatu dissangua completamente il piccolo Jason, figlio di Jo. Quest'ultima è la fidanzata di Dylan Dog, che riceve delle lettere sgrammaticate riguardanti alcune "ombre" che uccideranno ancora. La strada che porta Dylan verso le ombre si intreccia con quella di George Roll, un medium capace di rintracciare bimbi scomparsi. Roll è padre di un bambino, Gerard, che come lui è dotato di un potere: quello di creare delle ombre dotate di vita propria.
- Secondo il giornalista specializzato in fumetti Luca Boschi, la trama è stata ispirata dalla storia di Topolino, scritta nel 1960, Topolino e la rivolta delle ombre. Infatti all'inizio della storia si vede George Roll che dice di avere letto "una storia di Mickey Mouse in cui le ombre si ribellavano ai corpi"; la silhouette del personaggio di Ezechiele Lupo, visibile nella copertina dell'albo, sarebbe infatti un omaggio ai personaggi di Walt Disney.[2]
- La prima piccola vittima, chiamata appunto Elliott Amblin, è un omaggio al film E.T. l'extraterrestre, di Steven Spielberg: infatti il nome è quello del piccolo protagonista del film, interpretato dall'attore Henry Thomas, che indossa anche la classica felpa rossa che aveva nella scena della bicicletta volante. Il cognome invece è un riferimento alla Amblin Entertainment, la casa di produzione cinematografica del film.
- Il sensitivo George Roll è ispirato al reale sensitivo Gustavo Rol; anche le fattezze avrebbero dovuto essere quelle di Rol, ma al disegnatore Ugolino Cossu venne data una foto sbagliata. Il personaggio ha quindi le fattezze di qualcuno non ancora identificato.

## Ritorno al Crepuscolo
Sono passati molti anni da quando Inverary è stata visitata, l'ultima volta. Ma il concetto di tempo, a Inverary, è molto generico: i giorni sono tutti uguali da quando la cittadina ha lasciato il resto del mondo e convinta dal Dottor Hicks a entrare nella "Zona del Crepuscolo". Dylan Dog viene invitato dalla giovane Opal a ritornare in quel luogo, dove succederà qualcosa che cambierà per sempre la vita dell'Indagatore dell'Incubo.
- Secondo albo ambientato a Inverary, dopo il numero 7 La Zona del Crepuscolo e seguito dal numero 238 Gli eredi del Crepuscolo.

## La clessidra di pietra
Dylan Dog viene contattato da Sinead McDowell, una ragazza che sostiene di essere stata imprigionata da un mostro alato in una sorta di loop temporale che la costringe a vivere sempre lo stesso giorno.
- Curiosità: nell'albo viene citato il testo del brano degli Iron Maiden "Still Life", contenuto nell'album "Piece of Mind".

## Gente che scompare
"Safarà" è una bottega di bric-a-brac che si trova in pieno centro di Londra. Chiedete del proprietario, Hamlin: lì troverete proprio tutto quello che cercate! Così come ha fatto la giovane Melanie Criss, che dopo aver acquistato un ciondolo comincia a parlare con gente che non esiste se non nella sua testa. E se non fosse proprio così? E se quel ciondolo fosse in realtà una porta verso altre dimensioni? Dylan Dog indaga, e quest'indagine lo porterà faccia a faccia con... il suo doppio di un universo parallelo!

## Frankenstein!
I lampi dell'elettroshock questa volta hanno avuto un altro effetto, i lacci sono stati strappati e la creatura ha ucciso i suoi creatori, andandosene dal laboratorio dov'era prigioniera. Fa la conoscenza di una bambina e poi uccide quattro persone, apparentemente senza alcun legame. Chi è questo moderno Frankenstein? Dylan Dog, con l'aiuto di Madame Trelkovskj e di sua nipote Diana, telepate, riusciranno a scoprire che dietro la scorza del mostro c'è uno spirito desideroso di vendetta.

## Terrore dall'infinito
Whitley Davies, giornalista di una rivista di ufologia, da un po' di tempo ha dei sogni ricorrenti in cui i protagonisti sono dei dischi volanti ed alieni provenienti da altri mondi. Uno di essi lo conosce anche: si tratta di Chocky, un suo vecchio compagno di giochi venuto per sostituire il fratellino Steven, affetto da sindrome di Down e morto cadendo da una scala. Whitley pensa di soffrire di allucinazioni e così si rivolge a Dylan Dog. Insieme, i due tornano nel luogo in cui tutto è cominciato: la vecchia casa dei suoi genitori. Per arrivare alla verità, Whitley dovrà scavare a fondo nella sua memoria e rievocare ricordi che credeva sepolti grazie anche ad un vecchio amico di Dylan Dog: il dottor Bronsky.
- Curiosità: Whitley Davies è disegnato con le fattezze di Tiziano Sclavi.
- Questo è il primo albo della "trilogia ufologica", proseguita con l'albo Quando cadono le stelle e chiusa con Lassù qualcuno ci chiama.
- Chocky riprende il nome dell'alieno/amico immaginario dell'omonimo romanzo di John Wyndham.

## I vampiri
Spacciatori e militari si danno guerra aperta per le strade di Londra. Il soldato Peter Merrill, però, dopo aver visto lo spacciatore Luis Montero uccidere i suoi commilitoni, pensa che ci sia del marcio in questa faccenda e si rivolge a Dylan Dog per scoprire la verità. Braccato dalla polizia militare, Dylan si imbatte nella bella detective Estrella Estevez, membro anche del "Comitato di Resistenza": i vampiri, infatti, sono arrivati tra di noi. Vivono mimetizzati tra la gente, ma uno speciale siero (la "droga") li può smascherare. L'episodio è una citazione dal film Essi vivono di John Carpenter.

## Maelstrom!
Dylan fa la conoscenza della misteriosa e affascinante strega Kim e del suo enigmatico gatto Cagliostro. Nel frattempo, un Angelo sterminatore minaccia la vita di Kim. Tra echi kafkiani, sabba e il timore per l'avvento dell'Anticristo, Dylan si innamora di Kim e sarà proprio questo amore a ridare la vita alla donna morta per mano dell'Angelo, privata però dei suoi poteri.